# Mogens Klitgaard
Mogens Klitgaard (født 23. august 1906 i Valby, død 23. december 1945) var en dansk novelle- og romanforfatter, som bl.a. stod for den danske prosarealisme i 1930'ernes Danmark.

## Biografi

### Barndom & Ungdom
Mogens Klitgaard blev født i Valby i begyndelsen af 1900-tallet. Ved hans forældres alt for tidlige dødsfald kom Klitgaard på børnehjem. De første år viste ikke tegn på, at Klitgaard skulle blive forfatter, og han fik da også først arbejde som gartner i Rødvig. I denne periode gik han på aftenskole og fik undervisning i skrivning og litteratur.
I 1922 forlod Klitgaard sin plads i Rødvig og frigjorde sig fra sine forpligtelser i samfundet. I de næste ti år levede han som vagabond og rejste rundt i store dele af Europa, hvor han bl.a. arbejdede som gadesælger i Stockholm og tallerkenvasker i Marseille.

### Forfatterlivet
I 1933 fik Klitgaards vagabondtilværelse en brat afslutning med hans indlæggelse på Boserup Sanatorium for tuberkulose. I denne periode benyttede han flittigt Boserups bibliotek og fik læst alle de store forfattere fra sin egen tid. Hans tidligere tanker om at blive forfatter kom til udtryk i hans arbejde på science-fiction romanen De Sindssyges Klode, som han dog ikke fik udgivet.
Klitgaards gennembrud kom i 1937 med romanen "Der sidder en mand i en sporvogn" og han blev derefter i stand til fuldstændigt at beskæftige sig med sin forfattergerning. I 1940'erne var Klitgaard et aktivt og fremtrædende medlem af bestyrelsen for det nyoprettede Forfatterforbundet. Dette betød, at han flygtede til Sverige da flere af bestyrelsesmedlemmerne under besættelsen blev arresteret i 1943.
I Sverige fortsatte han sine skriverier og ved befrielsen i 1945 kunne han vende hjem til Danmark igen, men få måneder senere døde han som 39-årig af den tuberkulose, som han siden 1933 ikke havde været i stand til helt at komme af med.

## Udvalgt litteratur
- Angaaende Skriftsprog (artikel), 1933
- En søndag for to Aar siden (essay)
- Der sidder en mand i en sporvogn (roman), 1937
- Gud mildner luften for de klippede får (roman), 1938
- Den sidste illusion (novelle), 1938
- De røde fjer (roman), 1940
- Ballade paa Nytorv (roman), 1940
- Elly Petersen (roman), 1941
- Brunkul (novelle), 1946
- De sindssyges klode (roman), udgivet posthumt 1968
- Hverdagens musik (essay- og novellesamling), udgivet posthumt 1989